# Saint-Dizier
Saint-Dizier település Franciaországban, Haute-Marne megyében. Lakosainak száma 22 811 fő (2022. január 1.). Saint-Dizier Trois-Fontaines-l’Abbaye, Bettancourt-la-Ferrée, Chancenay, Eurville-Bienville, Hallignicourt, Humbécourt, Laneuville-au-Pont, Moëslains, Roches-sur-Marne, Valcourt, Villiers-en-Lieu és Ancerville községekkel határos.

## Népesség
A település népessége az elmúlt években az alábbi módon változott:
| Lakosok száma | 36 616 | 35 189 | 33 552 | 26 972 | 25 626 | 25 182 | 24 012 | 22 928 | 23 085 | 22 811 |
|               | 1968   | 1982   | 1990   | 2006   | 2013   | 2015   | 2017   | 2019   | 2020   | 2022   |